# Матала (Башкортостан)
Матала́ (рос. Матала, башк. Мәтәле) — присілок у складі Аскінського району Башкортостану, Росія. Входить до складу Кубіязівської сільської ради.
Населення — 56 осіб (2010; 131 у 2002).
Національний склад:
- башкири — 57 %